# ديف كينغ (مغني)
ديف كينغ (بالإنجليزية: Dave King)‏ هو عازف قيثارة ومغني وكاتب أغاني أيرلندي، ولد في 11 ديسمبر 1961 في دبلن في جمهورية أيرلندا.

## وصلات خارجية
- ديف كينغ على موقع IMDb (الإنجليزية)
- ديف كينغ على موقع ميوزك برينز (الإنجليزية)
- ديف كينغ على موقع أول ميوزيك (الإنجليزية)
- ديف كينغ على موقع ديسكوغز (الإنجليزية)